# Staatsliedenbuurt (Amsterdam)
De Staatsliedenbuurt is een Amsterdamse buurt (in de Nederlandse provincie Noord-Holland) in het stadsdeel West. De buurt ligt ten zuiden van de Haarlemmertrekvaart en ten westen van de vaarroute Singelgracht - Kattensloot - Kostverlorenvaart.

## Geschiedenis

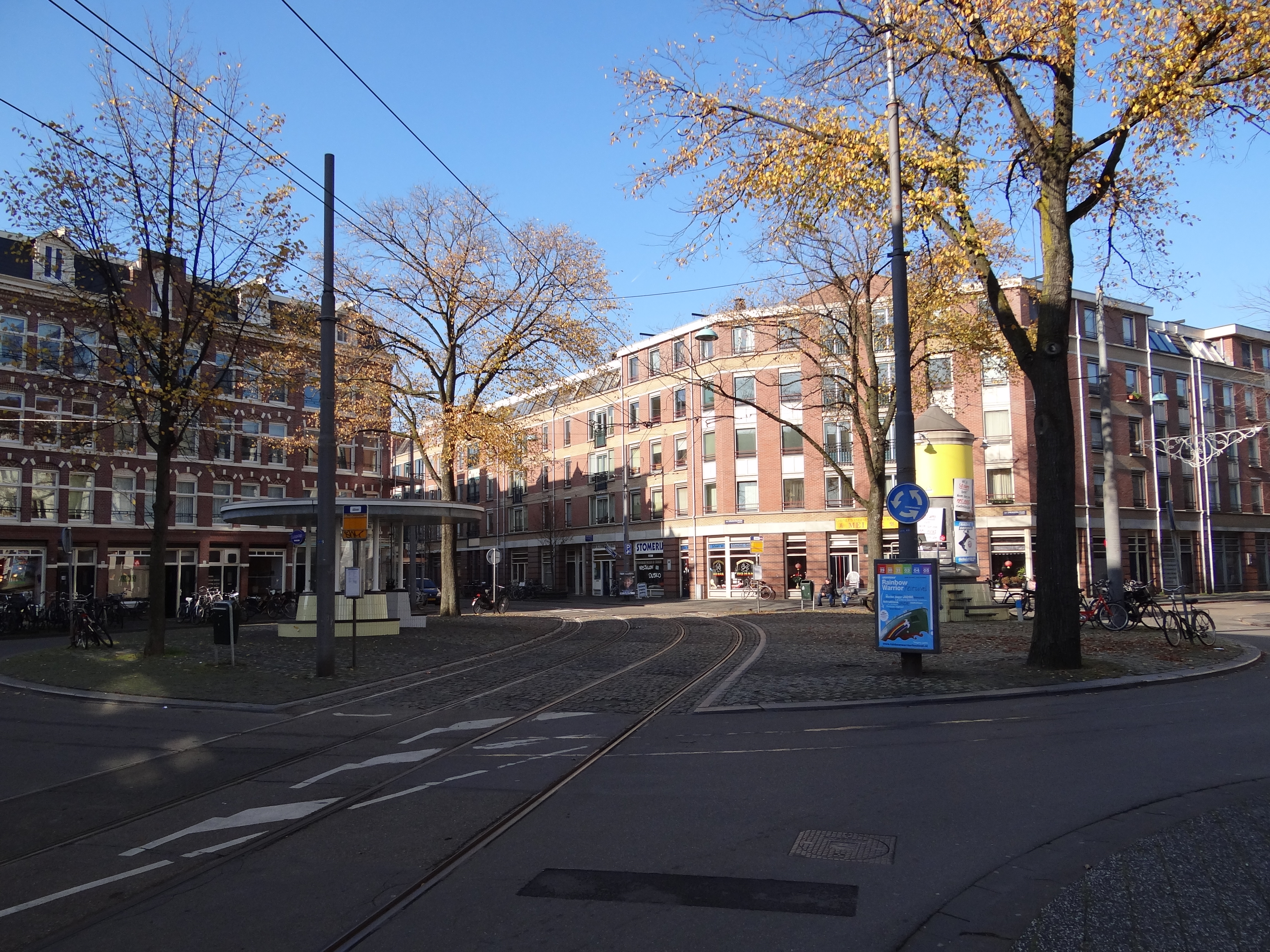
Van Limburg Stirumplein

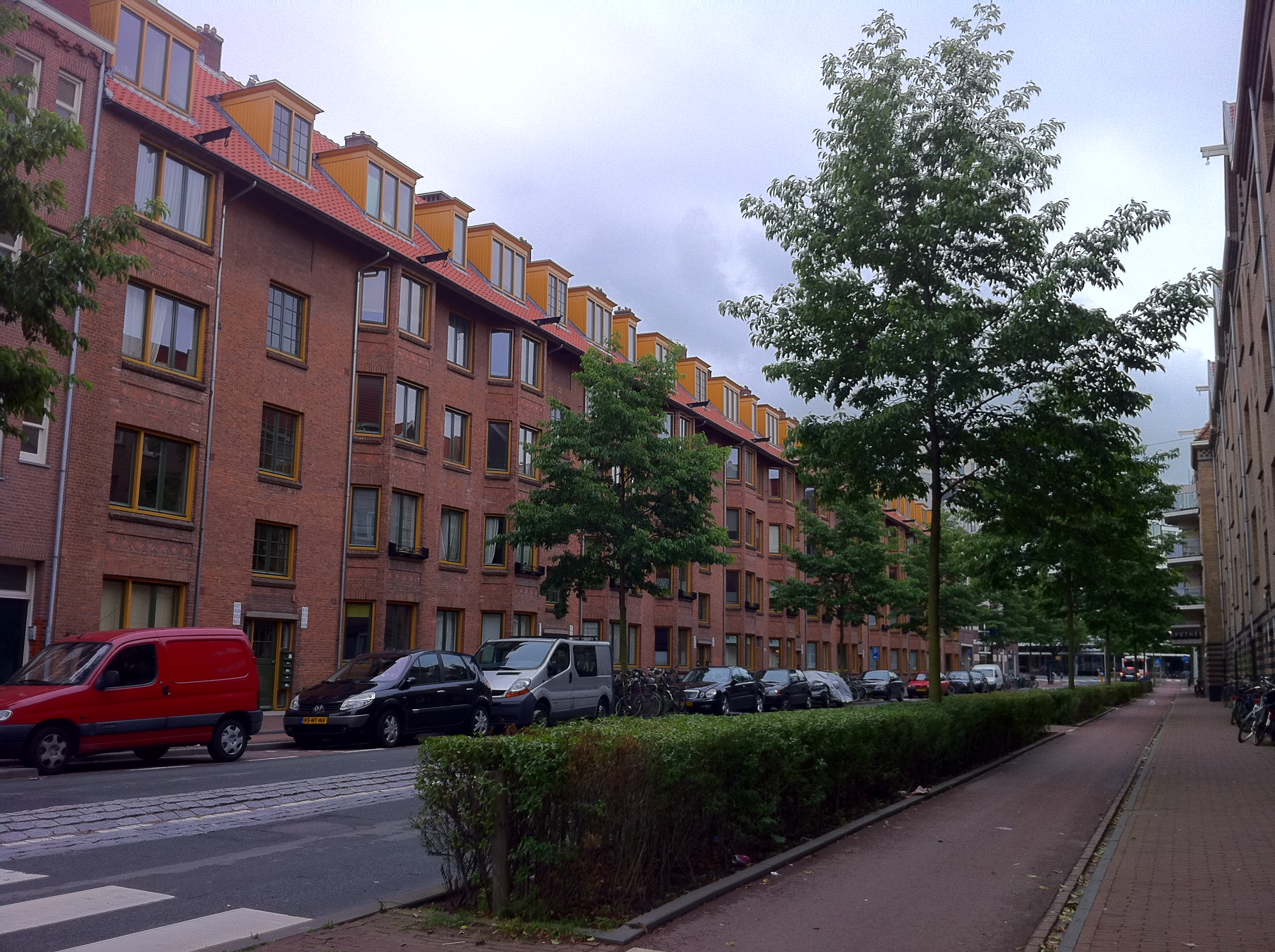
Arbeiderswoningen in de Staatsliedenbuurt van architecten Berlage en Van Epen

Tot 1877 maakte het gebied gedeeltelijk deel uit van de gemeente Sloten. In dat jaar werd het meest noordoostelijke deel van Sloten door Amsterdam geannexeerd. Het dichtst bij de Singelgracht gelegen deel lag al in Amsterdam en was een buurt met veel molens net buiten de stadsgrens. De Kostverlorenvaart was daarbij de vitale verkeersader die het gebied ontsloot. De trekvaart van Amsterdam naar Haarlem (Haarlemmervaart) was en is de noordelijke begrenzing van de buurt. De belangrijkste trekpleister was de Tweehonderd Roe, een kroeg net buiten de stadsgrenzen, die geen stedelijke belasting hoefde te betalen. Nadat het gebied bij Amsterdam was ingelijfd, ontstond de Staatsliedenbuurt, die haar naam dankte aan het feit dat de straten genoemd werden naar staatslieden uit de 18e en 19e eeuw.
Met de bouw van de buurt werd tegemoetgekomen aan de toenemende behoefte aan woningen door de snel groeiende bevolking. Vooral betaalbare arbeiderswoningen waren nodig. Particuliere beleggers zorgden met revolutiebouw voor nieuw aanbod. Na de invoering van de Woningwet in 1901 ontstonden ook bouwinitiatieven van woningbouwverenigingen, zoals Rochdale en De Arbeiderswoning. De eerste woningwetwoningen van Nederland staan in de Van Beuningenstraat.
Huurders van de woningbouwverenigingen dienden te beschikken over een vaste baan die voldoende inkomen bood om wekelijks de huur te betalen. De buurt stond ook wel bekend als de 'koperen knopenbuurt', vanwege de grote groep tramconducteurs, agenten en andere geüniformeerde beroepsbeoefenaars die in de buurt een woning kregen toegewezen. Dat mag ook niet verwonderlijk heten, omdat veel werklieden van de Gemeentetram betrokken waren bij de oprichting van woningbouwvereniging Rochdale.
In de jaren tachtig van de 20e eeuw werd de Staatsliedenbuurt bekend als een krakersbolwerk, met kraakcafé De Rioolrat als centrum. Toen burgemeester Van Thijn de wijk wilde bezoeken, werd hij door geagiteerde krakers weggejaagd. In de nasleep van een ontruiming in de buurt stierf kraker Hans Kok in een politiecel.
Van 1990 tot 2010 vormde de Staatsliedenbuurt samen met de Spaarndammerbuurt en de Frederik Hendrikbuurt het Stadsdeel Westerpark. Vanaf 2010 maakt de buurt deel uit van Stadsdeel West. De Staatsliedenbuurt wordt gedomineerd door sociale woningbouw. In de jaren negentig kwam een nieuwe uitbreiding tot stand op het Waterleidingterrein, waar voorheen installaties van het gemeentelijk waterleidingbedrijf waren gevestigd. De watertoren en het machinegebouw zijn als relieken uit dit verleden behouden gebleven.
Op 29 december 2012 vielen er twee doden bij een dubbele liquidatie in de Amsterdamse onderwereld. Het eigenlijke doelwit wist te ontkomen. Dit bleek een vergelding te zijn in een conflict tussen twee groepen, omdat het doelwit betrokken was bij andere liquidaties. Er zijn daarna in de buurt meer schietpartijen geweest tussen betrokken in dit conflict en de politie.

## Vervoer
Over de Haarlemmerweg, aan de noordelijke rand van de buurt, reed vanaf 1882 de tram naar Sloterdijk. Tot 1916 was dit, na aanvankelijk een stoomtram geweest te zijn, een paardentramlijn, nadien was dit de geëlektrificeerde tramlijn 12. Vanaf 1922 werd dit tramlijn 18, totdat deze in 1951 door een busdienst werd vervangen (buslijn L, later buslijn 18, tegenwoordig buslijn 21).
De Staatsliedenbuurt heeft sinds 1910 een tramverbinding vanaf de Van Hallstraat naar de Marnixstraat en verder naar Amsterdam-Oost. Tot 1942 reed hier tramlijn 14. Sindsdien reed er  tramlijn 10, die op 22 juli 2018 op dit traject werd vervangen door tramlijn 5 naar Amstelveen.

## Literatuur

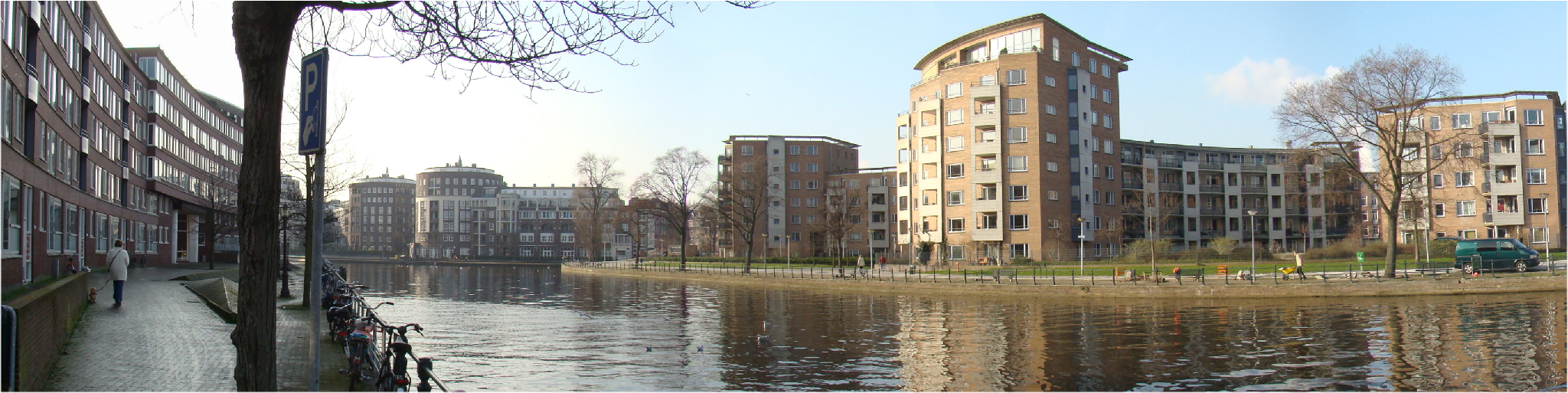
Uitzicht over de Kattensloot op de Staatsliedenbuurt